# کورت شیمل‌بوش
کورت شیمل‌بوش (انگلیسی: Curt Schimmelbusch؛ ‏ ۱۶ نوامبر ۱۸۶۰ – ۲ اوت ۱۸۹۵) آسیب‌شناس و پزشک متخصص بیهوشی اهل آلمان بود. وی مخترع «ماسک شیمل‌بوش» بود که برای تجویز بی‌خطر بیهوش‌کننده‌ها استفاده می‌شد. وی همچنین یکی از چهره‌های شاخص روش‌های مکانیکی سترون کردن و گندزدایی وسایل جراحی بود و کتابش به نام «راهنمای درمان آسپتیک زخم‌ها» (Anleitung zur aseptischen Wundbehandlung) یکی از کتاب‌های اصلی و مهم این حوزه محسوب می‌شد.